# Tuberillo jubatus
Tuberillo jubatus är en kräftdjursart som först beskrevs av Johann Moritz David Herold 1931.  Tuberillo jubatus ingår i släktet Tuberillo och familjen Armadillidae. Inga underarter finns listade i Catalogue of Life.